# Frères Lafranchini
Les frères Lafranchini, originaires du Tessin en Suisse, sont des artistes stucateurs dans le style baroque du XVIIIe siècle ; ils sont actifs en Angleterre et en Irlande dans les années 1730-1750, principalement dans les grandes demeures d'inspiration palladienne.

## Biographies
Paolo Lafranchini (1695-1776) a été formé par Carlo Mario Pozzi, un stuccatore de la première moitié du XVIIIe siècle qui publie vers 1708 à Augsbourg un ouvrage Artis sculptoriae, vulgo stuccatoriae paradigmata présentant une collection de dessins de modèles de plafonds ; Lafranchini a travaillé pour James Gibbs en Angleterre. En 1736, il arrive en Irlande où il travaille pour l’architecte Richard Cassels. En 1739, il est rejoint par son frère Pietro-Natale Lafranchini (1702 -1779). Ensemble, ils travaillent sur leur chef-d’œuvre, le salon de la Carton House conçu par Cassels dans le Comté de Kildare. Ils y créent un plafond orné de staff représentant la cour des dieux.
Ils sont associés à beaucoup de projets de Cassels, incluant Russborough House et Tyrone House à Dublin. Les éléments décoratifs qu’ils créent incluant rosettes, festons, faune et flores, décorent beaucoup de grandes demeures irlandaises du XVIIIe siècle donnant à ces manoirs une particularité unique les distinguant des autres édifices de style néo-palladien en Europe.